# Ramakryszna Paramahansa

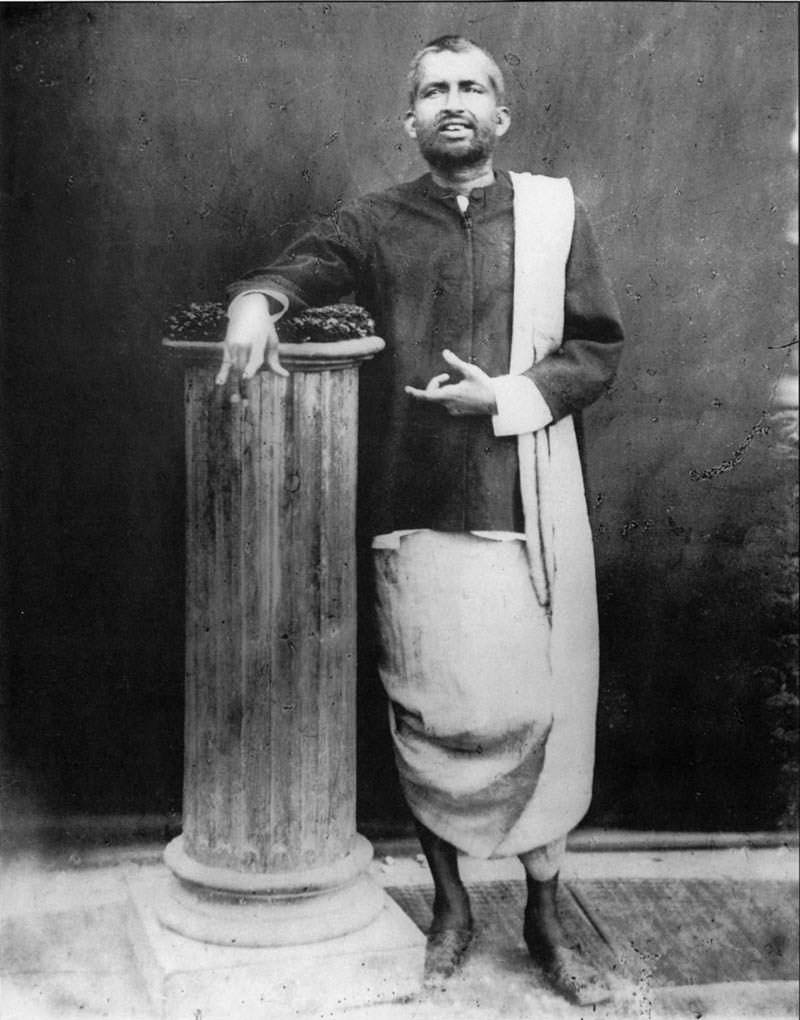
Ramakryszna (1881, Kalkuta)

Ramakryszna Paramahansa, śri Ramakryszna Paramahansa (dewanagari रामकृष्ण परमहंस, bn. রামকৃষ্ণ পরমহংস Ramkrishno Pôromôhongsho, ang. Sri Ramakrishna Paramahamsa, ur. 18 lutego 1836 w Kamarpukur, zm. 16 sierpnia 1886 w Kalkucie) – jeden z najważniejszych indyjskich świętych hinduizmu. Był ważną postacią renesansu bengalskiego. Nauczał jedności wszystkich religii, jedności istnienia, oddania Bogu, oraz że moksza to ostateczny cel istnienia.

## Znani uczniowie
- śri Sarada Dewi
- Swami Wiwekananda
- Mahendranath Gupta
- Annada Thakur[1]
- Shree Maa[2]